# Colette Meffre
Œuvres principales
série Line et Lou (1964-1972)
Colette Meffre, née Villedieu de Torcy le 3 janvier 1924 à Toulon et morte à Joigny le 1er mai 2015, est une femme de lettres française.
Elle a édité des romans pour jeunes enfants dans la collection Rouge et Or des éditions G. P. .

## Biographie
Colette Villedieu de Torcy est la fille d'un officier de marine, Jean Villedieu de Torcy, et de son épouse Louise Asselin de Williencourt.
Elle épouse, en 1942, Philippe Meffre, secrétaire général de la Continent West Africa Conference (COWAC) et fils de Jacques Meffre.

## Œuvre
Série Line et Lou
Série de romans pour jeunes enfants dans laquelle Line et Lou sont un frère et une sœur jumeaux.
- Les Vacances de Line et Lou, 1964
- Line et Lou sur les mers, 1965
- Line et Lou au pays du soleil, 1965
- Line et Lou au fil des jours, 1968
- Line et Lou à Hong Kong, 1970
- Line et Lou chez le sire de Roquelune, 1972

Hors-série
Romans pour jeunes enfants :
- L'Aigle dans la forêt, 1965
- La Bataille du vieux village, Presses de la Cité, 1968

### Parutions en allemand
- Li und Lou auf dem Lande, 1966
- Gute Reise, Li und Lou, 1967

## Source
- « Bulletin critique du livre français, Numéros 229 à 240 » (1965)
- « La Grande encyclopédie: Supplément - Volume 1 » (1981)